# دو سرعت

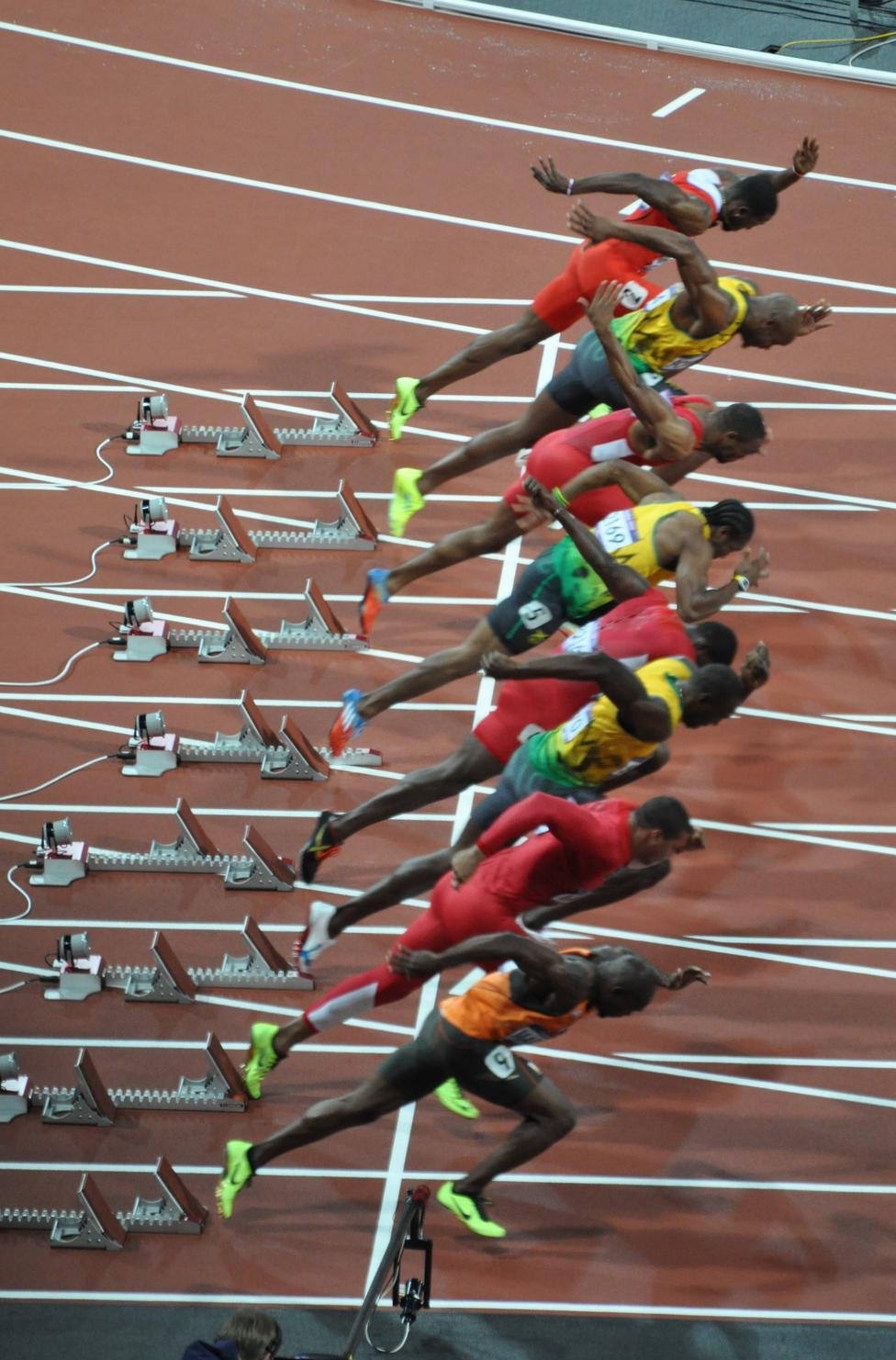
استارت دوندگان در فینال ۱۰۰ متر المپیک ۲۰۱۲

دو سرعت نوعی از دویدن است که در مسافت کوتاه با آخرین سرعت ممکن (یا نزدیک به آخرین سرعت ممکن) انجام می‌شود. دوهای ۱۰۰ متر، ۲۰۰ متر و ۴۰۰ متر سه مادهٔ دو سرعت هستند که امروزه در المپیک و مسابقات قهرمانی دو و میدانی جهان برگزار می‌شوند.
در بسیاری از رشته‌های ورزشی از دوهای سرعت برای رسیدن به یک هدف یا جلوگیری از گرفته‌شدن توسط حریف استفاده می‌شود. فیزیولوژی انسان به گونه‌ایست که بیش از ۳۰ تا ۳۵ ثانیه نمی‌تواند سرعت‌های نزدیک به حداکثری را حفظ کند چرا که انباشته شدن اسید لاکتیک در عضلات جلوی کارکرد صحیح آن را خواهد گرفت.
قریب به اتفاق دوندگان نخبهٔ دو سرعت اصلیت غرب آفریقایی دارند این وضعیت در دو ۱۰۰ متر بسیار برجسته است. از سال ۱۹۶۸ تاکنون ۹۳ دونده موفق شده‌اند ۱۰۰ متر را در مسابقات رسمی در زمان زیر ۱۰ ثانیه طی کنند که از این میان اصلیت تنها چهار نفر از آنها به غرب آفریقا نمی‌رسد و بقیه ۸۹ نفر همگی تباری از این منطقه دارند. فرانکی فردریکس نامیبیایی نخستین انسان با اصلیت غیر غرب آفریقایی بود که در سال ۱۹۹۱ موفق شد ۱۰۰ متر را زیر ۱۰ ثانیه طی کند. در سال ۲۰۰۳ پاتریک جانسون (دورگه ایرلندی و بومی استرالیایی) نخستین دونده غیر آفریقایی بود که زمان زیر ۱۰ ثانیه را برای ۱۰۰ متر به جا گذاشت و گابریل اموموره زیمبابوه‌ای و کریستوفر لمیتر سفیدپوست فرانسوی هم دو نفر دیگر هستند. البته کوجی ایتو ژاپنی و ژانگ پیمنگ چینی زمان‌های دقیقاً ۱۰ ثانیه‌ای را ثبت کرده و ماریان ورونین لهستانی هم یک رکورد غیررسمی ۹:۹۹۲ به جا گذاشته‌است.
یکی از توضیحات بیولوژیکی برای این وضعیت وجود میزان بالای تارهای عضلانی سریع‌الانقباض در اهالی غرب آفریقاست. تارهای عضلانی به دو دسته با انقباض سریع و انقباض کند تقسیم می‌شوند. دسته اول سرعت و قدرت بیشتری را آزاد می‌کنند اما دسته دوم بهره‌وری بیشتری در مصرف اکسیژن دارند و استقامت بیشتری ایجاد می‌کنند.